# José Ramón Herrero Merediz
José Ramón Herrero Merediz, (Gijón 2 de febrer de 1931 - 19 de març de 2016) va ser un polític i advocat espanyol.
El 1956 amb 25 anys entra en contacte a París amb el Partit Comunista d'Espanya i sol·licita el seu ingrés el mateix any. Exerceix una activa i clandestina vida política per la qual és detingut a Espanya en 1960. És condemnat sota els termes de rebel·lió militar per un Tribunal militar a 14 anys de presó. Després de concedir el règim franquista als presos polítics, tres indults de caràcter general, dos pels nomenaments de dos nous Papes i un tercer amb motiu dels 25 anys de pau, la seva condemna es reduïx de 14 a 7 anys. En 1967 pot tornar a exercir com advocat. Representa principalment a treballadors i a companys vinculats al moviment antifranquista. Seguí militant en el Partit Comunista d'Astúries fins que, sent ja un partit legalitzat, sol·licita ser donat de baixa en l'any 1978.
El 1982 el Partit Socialista Obrer Espanyol el presenta com candidat al senat per Astúries, on surt escollit en successives eleccions durant 14 anys. Ha estat membre del Parlament Europeu, del Consell d'Europa, ha presidit la Comissió de Justícia del Senat que va contribuir a elaborar el Codi Penal de 1995, ha presidit les Comissions de Suplicatoris en el cas de Carlos Barral o d'alguns senadors amb motiu del Cas Filesa. També va ser President del Consell Social de la Universitat d'Oviedo.